# Liste des films utilisant le plus de fois le mot « fuck »
L'utilisation de jurons dans les films anglophones est controversée,. L'utilisation du mot anglais fuck (qui peut être traduit en français soit par le verbe « foutre », « baiser » ou « niquer ») dans un film suscite des critiques particulières.
En 2005, le documentaire Fuck traite entièrement de ce phénomène. Le mot fuck est considéré comme le terme tabou le plus utilisé dans le cinéma américain. Le code Hays de 1927 l'interdit même purement et simplement, parmi d'autres jurons. Ce n'est qu'en 1968 que la Motion Picture Association of America établit un système de classement à utiliser comme guide pour déterminer la pertinence du contenu d'un film. En 1970, M*A*S*H devient le premier film américain à utiliser le mot fuck.
Le système de notation MPAA attribue généralement une note PG-13 (film interdit aux moins de 13 ans) si un film contient le mot utilisé une fois dans un autre contexte que le sexe. La note R (interdit aux moins de 17 ans) est normalement requise si le film l'utilise plusieurs fois ou si le mot est utilisé dans un contexte sexuel. Il existe cependant des exceptions à cette règle : dans certains cas, les cinéastes font appel de la note parce que leur public cible pourrait éviter un film classé R. Les censeurs sont aussi plus indulgents à propos du mot dans les films qui dépeignent des événements historiques.
Ce qui suit est une liste de longs métrages non pornographiques de langue anglaise contenant au moins 150 utilisations parlées du mot fuck (ou de l'un de ses dérivés), classées par le nombre de ces utilisations.

## Liste
| Film                                             | Année | Nombre d'occurences | Durée du film (minutes) | Fréquence (par minute) | Références |
| ------------------------------------------------ | ----- | ------------------- | ----------------------- | ---------------------- | ---------- |
| Swearnet: The Movie                              | 2014  | 935                 | 112                     | 8.35                   | [ 10 ]     |
| Fuck (en) (documentaire)                         | 2005  | 857                 | 93                      | 9.21                   | ,          |
| Gutterballs                                      | 2008  | 625                 | 96                      | 6.51                   | [ 13 ]     |
| Le Loup de Wall Street                           | 2013  | 569                 | 180                     | 3.16                   | ,          |
| Uncut Gems                                       | 2019  | 560                 | 135                     | 4.15                   | ,          |
| Casino                                           | 1995  | 438                 | 178                     | 2.46                   | [ 18 ]     |
| Summer of Sam                                    | 1999  | 435                 | 142                     | 3.06                   | [ 19 ]     |
| Ne pas avaler                                    | 1997  | 428                 | 128                     | 3.34                   | [ 20 ]     |
| Alpha Dog                                        | 2006  | 420                 | 118                     | 3.55                   | [ 21 ]     |
| NWA: Straight Outta Compton                      | 2015  | 392                 | 167                     | 2.35                   | [ 22 ]     |
| Assiégés                                         | 2020  | 355                 | 123                     | 2.89                   | [ 23 ]     |
| Les Poings contre les murs                       | 2013  | 337                 | 106                     | 3.18                   | [ 24 ]     |
| End of Watch                                     | 2012  | 326                 | 109                     | 2.99                   | [ 25 ]     |
| State Property (en)                              | 2002  | 321                 | 88                      | 3.65                   | [ 26 ]     |
| One Day Removals                                 | 2008  | 320                 | 85                      | 3.76                   | [ 27 ]     |
| Twin Town                                        | 1997  | 318                 | 99                      | 3.21                   | [ 28 ]     |
| La Peur au ventre                                | 2006  | 315                 | 122                     | 2.58                   | [ 29 ]     |
| Sweet Sixteen                                    | 2002  | 313                 | 106                     | 2.95                   | [ 27 ]     |
| Martin Lawrence Live: Runteldat (en) (spectacle) | 2002  | 311                 | 113                     | 2.75                   | [ 30 ]     |
| Menace to Society                                | 1993  | 300                 | 97                      | 3.09                   | [ 31 ]     |
| Les Affranchis                                   | 1990  | 300                 | 146                     | 2.05                   | [ 32 ]     |
| Narc                                             | 2002  | 297                 | 105                     | 2.83                   | [ 33 ]     |
| Bad Times                                        | 2006  | 296                 | 116                     | 2.55                   | [ 34 ]     |
| Another Day in Paradise                          | 1998  | 291                 | 101                     | 2.88                   | [ 35 ]     |
| Made                                             | 2001  | 291                 | 94                      | 3.09                   | [ 36 ]     |
| Le Prix de la loyauté                            | 2008  | 291                 | 130                     | 2.24                   | [ 37 ]     |
| Malcolm et Marie                                 | 2021  | 289                 | 106                     | 2.73                   | [ 38 ]     |
| Goat                                             | 2016  | 289                 | 96                      | 3.01                   | [ 39 ]     |
| Wheelman                                         | 2017  | 286                 | 82                      | 3.49                   | [ 40 ]     |
| Small Engine Repair                              | 2021  | 281                 | 103                     | 2.73                   | [ 41 ]     |
| The Big Lebowski                                 | 1998  | 281                 | 117                     | 2.40                   | ,          |
| Dirty                                            | 2005  | 280                 | 97                      | 2.89                   | [ 44 ]     |
| Jarhead : La Fin de l'innocence                  | 2005  | 278                 | 123                     | 2.26                   | [ 45 ]     |
| Cherry                                           | 2021  | 276                 | 140                     | 1.97                   | [ 46 ]     |
| Bully                                            | 2001  | 274                 | 114                     | 2.40                   | [ 47 ]     |
| State Property 2 : Règlement de comptes          | 2005  | 271                 | 94                      | 2.88                   | [ 48 ]     |
| L'Élite de Brooklyn                              | 2010  | 270                 | 132                     | 2.04                   | [ 49 ]     |
| Reservoir Dogs                                   | 1992  | 269                 | 99                      | 2.72                   | [ 50 ]     |
| Pulp Fiction                                     | 1994  | 265                 | 154                     | 1.72                   | [ 51 ]     |
| I'm Still Here                                   | 2010  | 250                 | 106                     | 2.35                   | [ 52 ]     |
| Jay et Bob contre-attaquent                      | 2001  | 248                 | 104                     | 2.38                   | [ 53 ]     |
| Do the Right Thing                               | 1989  | 240                 | 120                     | 2.00                   | [ 54 ]     |
| Free Fire                                        | 2016  | 240                 | 90                      | 2.67                   | [ 55 ]     |
| Les Anges de Boston                              | 1999  | 239                 | 108                     | 2.21                   | [ 56 ]     |
| Les Infiltrés                                    | 2006  | 237                 | 151                     | 1.57                   | [ 57 ]     |
| Empire                                           | 2002  | 236                 | 90                      | 2.62                   | [ 58 ]     |
| Strictly Criminal                                | 2015  | 234                 | 123                     | 1.90                   | [ 59 ]     |
| True Romance                                     | 1993  | 234                 | 118                     | 1.98                   | [ 60 ]     |
| Resolution                                       | 2012  | 231                 | 93                      | 2.48                   | [ 61 ]     |
| Fight Games                                      | 2012  | 231                 | 92                      | 2.51                   | [ 62 ]     |
| Infamous (en)                                    | 2020  | 230                 | 100                     | 2.30                   | [ 63 ]     |
| My Name Is Joe                                   | 1998  | 230                 | 105                     | 2.19                   | [ 64 ]     |
| Les Anges de la nuit                             | 1990  | 230                 | 134                     | 1.72                   | [ 65 ]     |
| Gridlock'd                                       | 1997  | 227                 | 91                      | 2.49                   | [ 66 ]     |
| The Devil's Rejects                              | 2005  | 224                 | 109                     | 2.06                   | [ 67 ]     |
| Eddie Murphy Raw (en) (spectacle)                | 1987  | 223                 | 90                      | 2.48                   | [ 68 ]     |
| Suicide Kings                                    | 1997  | 222                 | 106                     | 2.09                   | [ 69 ]     |
| Looking for Eric                                 | 2009  | 220                 | 116                     | 1.89                   | [ 70 ]     |
| Zack et Miri font un porno                       | 2008  | 219                 | 102                     | 2.15                   | [ 71 ]     |
| 30 Minutes maximum                               | 2011  | 218                 | 83                      | 2.63                   | [ 72 ]     |
| Red Rocket                                       | 2021  | 218                 | 130                     | 1.68                   | [ 73 ]     |
| Black and White                                  | 1999  | 215                 | 98                      | 2.19                   | [ 74 ]     |
| American History X                               | 1998  | 214                 | 119                     | 1.80                   | [ 75 ]     |
| The Original Kings of Comedy                     | 2000  | 213                 | 115                     | 1.85                   | [ 76 ]     |
| La Machine à démonter le temps                   | 2010  | 212                 | 99                      | 2.14                   | [ 77 ]     |
| All Eyez on Me                                   | 2017  | 210                 | 140                     | 1.50                   | [ 78 ]     |
| Layer Cake                                       | 2004  | 210                 | 105                     | 2.00                   | [ 79 ]     |
| La Loi du sang                                   | 1998  | 210                 | 93                      | 2.26                   | [ 80 ]     |
| Scarface                                         | 1983  | 207                 | 170                     | 1.22                   | [ 81 ]     |
| Spun                                             | 2002  | 203                 | 101                     | 2.01                   | [ 82 ]     |
| 8 Mile                                           | 2002  | 200                 | 110                     | 1.82                   | [ 83 ]     |
| 22 Jump Street                                   | 2014  | 200                 | 112                     | 1.78                   | [ 84 ]     |
| Il était une fois le Bronx                       | 1993  | 200                 | 120                     | 1.67                   | [ 85 ]     |
| Dysfunktional Family (en) (spectacle)            | 2003  | 200                 | 89                      | 2.24                   | [ 86 ]     |
| Foolish (en)                                     | 1999  | 200                 | 97                      | 2.06                   | [ 87 ]     |
| Skin                                             | 2019  | 200                 | 110                     | 1.82                   | [ 88 ]     |
| C'est la fin                                     | 2013  | 200                 | 107                     | 1.87                   | [ 89 ]     |
| I Got the Hook-Up                                | 1998  | 197                 | 93                      | 2.12                   | [ 90 ]     |
| Né un 4 juillet                                  | 1989  | 196                 | 145                     | 1.35                   | [ 91 ]     |
| Sabotage                                         | 2014  | 196                 | 109                     | 1.80                   | [ 92 ]     |
| Bodies Bodies Bodies                             | 2022  | 194                 | 95                      | 1.99                   | [ 93 ]     |
| Cogan: Killing Them Softly                       | 2012  | 193                 | 97                      | 1.99                   | [ 94 ]     |
| Next Day Air (en)                                | 2009  | 193                 | 84                      | 2.30                   | [ 95 ]     |
| Overnight (en) (documentaire)                    | 2003  | 191                 | 82                      | 2.33                   | [ 96 ]     |
| Magnolia                                         | 1999  | 190                 | 188                     | 1.01                   | [ 97 ]     |
| Ten Benny (en)                                   | 1996  | 190                 | 108                     | 1.76                   | [ 98 ]     |
| Monster                                          | 2003  | 187                 | 109                     | 1.71                   | [ 99 ]     |
| Belly                                            | 1998  | 186                 | 92                      | 2.02                   | [ 100 ]    |
| Hustle and Flow                                  | 2005  | 186                 | 116                     | 1.60                   | [ 101 ]    |
| Clockers                                         | 1995  | 185                 | 128                     | 1.44                   | [ 102 ]    |
| Réussir ou mourir                                | 2005  | 185                 | 117                     | 1.58                   | [ 103 ]    |
| The Wall                                         | 2017  | 185                 | 88                      | 2.10                   | [ 104 ]    |
| Bad Santa 2                                      | 2016  | 180                 | 92                      | 1.96                   | [ 105 ]    |
| Bodied                                           | 2017  | 179                 | 121                     | 1.47                   | [ 106 ]    |
| Personne n'est parfait(e)                        | 1999  | 178                 | 112                     | 1.59                   | [ 107 ]    |
| Silk Road                                        | 2021  | 177                 | 112                     | 1.58                   | [ 108 ]    |
| Slam                                             | 1998  | 176                 | 100                     | 1.76                   | [ 109 ]    |
| SuperGrave                                       | 2007  | 176                 | 113                     | 1.56                   | [ 110 ]    |
| Délire Express                                   | 2008  | 175                 | 112                     | 1.56                   | [ 111 ]    |
| Trainspotting                                    | 1996  | 175                 | 95                      | 1.84                   | [ 112 ]    |
| Poetic Justice                                   | 1993  | 175                 | 109                     | 1.60                   | [ 113 ]    |
| Projet X                                         | 2012  | 175                 | 88                      | 1.99                   | [ 114 ]    |
| Human Traffic                                    | 1999  | 174                 | 99                      | 1.76                   | [ 115 ]    |
| Bad Santa                                        | 2003  | 173                 | 91                      | 1.90                   | [ 116 ]    |
| Tigerland                                        | 2000  | 173                 | 101                     | 1.71                   | [ 117 ]    |
| Donnie Brasco                                    | 1997  | 172                 | 127                     | 1.35                   | [ 118 ]    |
| Coffee et Kareem                                 | 2020  | 171                 | 88                      | 1.94                   | [ 119 ]    |
| 90's                                             | 2018  | 171                 | 85                      | 2.01                   | [ 120 ]    |
| On / Off (documentaire)                          | 2000  | 170                 | 86                      | 1.98                   | [ 121 ]    |
| Dolemite Is My Name                              | 2019  | 169                 | 118                     | 1.43                   | [ 122 ]    |
| Grindhouse                                       | 2007  | 169                 | 191                     | 0.88                   | [ 123 ]    |
| Killerman                                        | 2019  | 169                 | 112                     | 1.51                   | [ 123 ]    |
| Les Commitments                                  | 1991  | 169                 | 118                     | 1.43                   | [ 124 ]    |
| Groom Service                                    | 1995  | 168                 | 98                      | 1.71                   | [ 125 ]    |
| Death of a Dynasty                               | 2003  | 167                 | 92                      | 1.81                   | [ 126 ]    |
| Studio 666                                       | 2022  | 165                 | 106                     | 1.44                   | [ 127 ]    |
| District 9                                       | 2009  | 165                 | 112                     | 1.47                   | [ 128 ]    |
| Flics sans scrupules                             | 1997  | 165                 | 110                     | 1.50                   | [ 129 ]    |
| Un homme en colère                               | 2021  | 165                 | 119                     | 1.38                   | [ 130 ]    |
| Boogie Nights                                    | 1997  | 164                 | 155                     | 1.06                   | [ 131 ]    |
| Hyper Tension 2                                  | 2009  | 164                 | 96                      | 1.71                   | [ 132 ]    |
| Les Princes de la ville                          | 1993  | 163                 | 190                     | 0.86                   | [ 133 ]    |
| Le 51e État                                      | 2001  | 163                 | 92                      | 1.96                   | [ 134 ]    |
| 21 & Over                                        | 2013  | 162                 | 93                      | 1.74                   | [ 135 ]    |
| Everybody Wants Some!!                           | 2016  | 161                 | 116                     | 1.39                   | [ 136 ]    |
| Le Territoire des loups                          | 2012  | 161                 | 117                     | 1.38                   | [ 137 ]    |
| Du sang et des larmes                            | 2013  | 161                 | 121                     | 1.33                   | [ 138 ]    |
| Dirty Papy                                       | 2016  | 160                 | 102                     | 1.57                   | [ 139 ]    |
| Good Time                                        | 2017  | 160                 | 101                     | 1.58                   | [ 140 ]    |
| Sausage Party                                    | 2016  | 160                 | 89                      | 1.80                   | [ 141 ]    |
| Assassination Nation                             | 2018  | 160                 | 108                     | 1.51                   | [ 142 ]    |
| Sorry to Bother You                              | 2018  | 160                 | 112                     | 1.43                   | [ 143 ]    |
| Platoon                                          | 1986  | 159                 | 120                     | 1.32                   | [ 144 ]    |
| Snatch : Tu braques ou tu raques                 | 2000  | 159                 | 102                     | 1.56                   | [ 145 ]    |
| Les Flingueuses                                  | 2013  | 158                 | 117                     | 1.35                   | [ 146 ]    |
| Blue Collar                                      | 1978  | 158                 | 114                     | 1.39                   | [ 147 ]    |
| Colors                                           | 1988  | 157                 | 120                     | 1.30                   | [ 148 ]    |
| Génération sacrifiée                             | 1995  | 157                 | 119                     | 1.31                   | [ 149 ]    |
| Copshop                                          | 2021  | 157                 | 107                     | 1.46                   | [ 150 ]    |
| Magic Mike                                       | 2012  | 156                 | 110                     | 1.42                   | [ 151 ]    |
| Crazy Dad                                        | 2012  | 156                 | 114                     | 1.37                   | [ 152 ]    |
| Intermission                                     | 2003  | 155                 | 102                     | 1.52                   | [ 153 ]    |
| Legend                                           | 2015  | 155                 | 131                     | 1.18                   | [ 154 ]    |
| The Town                                         | 2010  | 155                 | 124                     | 1.25                   | [ 155 ]    |
| Le Projet Blair Witch                            | 1999  | 154                 | 81                      | 1.90                   | [ 156 ]    |
| Contrebande                                      | 2012  | 154                 | 111                     | 1.59                   | [ 157 ]    |
| Funny People                                     | 2009  | 154                 | 146                     | 1.05                   | [ 158 ]    |
| Will Hunting                                     | 1997  | 154                 | 126                     | 1.22                   | [ 159 ]    |
| Notorious BIG                                    | 2009  | 154                 | 123                     | 1.25                   | [ 160 ]    |
| Bad Boys 2                                       | 2003  | 153                 | 147                     | 1.04                   | [ 161 ]    |
| Les Initiés                                      | 2000  | 153                 | 120                     | 1.27                   | [ 162 ]    |
| Chasseurs de primes                              | 2002  | 151                 | 98                      | 1.54                   | [ 163 ]    |
| Ash Wednesday                                    | 2002  | 151                 | 99                      | 1.52                   | [ 164 ]    |
| Au nom du père                                   | 1993  | 151                 | 133                     | 1.13                   | [ 165 ]    |
| Smokin' Stogies (en)                             | 2001  | 151                 | 98                      | 1.54                   | [ 166 ]    |
| Soul Men                                         | 2008  | 151                 | 100                     | 1.51                   | [ 167 ]    |
| All Day and a Night                              | 2020  | 150                 | 121                     | 1.24                   | [ 168 ]    |
| American Honey                                   | 2016  | 150                 | 163                     | 0.92                   | [ 169 ]    |
| Clerks 2                                         | 2006  | 150                 | 97                      | 1.55                   | [ 170 ]    |
| Hoffa                                            | 1992  | 150                 | 140                     | 1.07                   | [ 171 ]    |
| The Place Beyond the Pines                       | 2012  | 150                 | 140                     | 1.07                   | [ 172 ]    |
| Traque à Boston                                  | 2016  | 150                 | 133                     | 1.14                   | [ 173 ]    |
| Fighter                                          | 2010  | 150                 | 116                     | 1.09                   | [ 174 ]    |
| War Dogs                                         | 2016  | 150                 | 114                     | 1.31                   | [ 175 ]    |
| The Night Before                                 | 2015  | 150                 | 101                     | 1.49                   | [ 176 ]    |